# Wagsberg

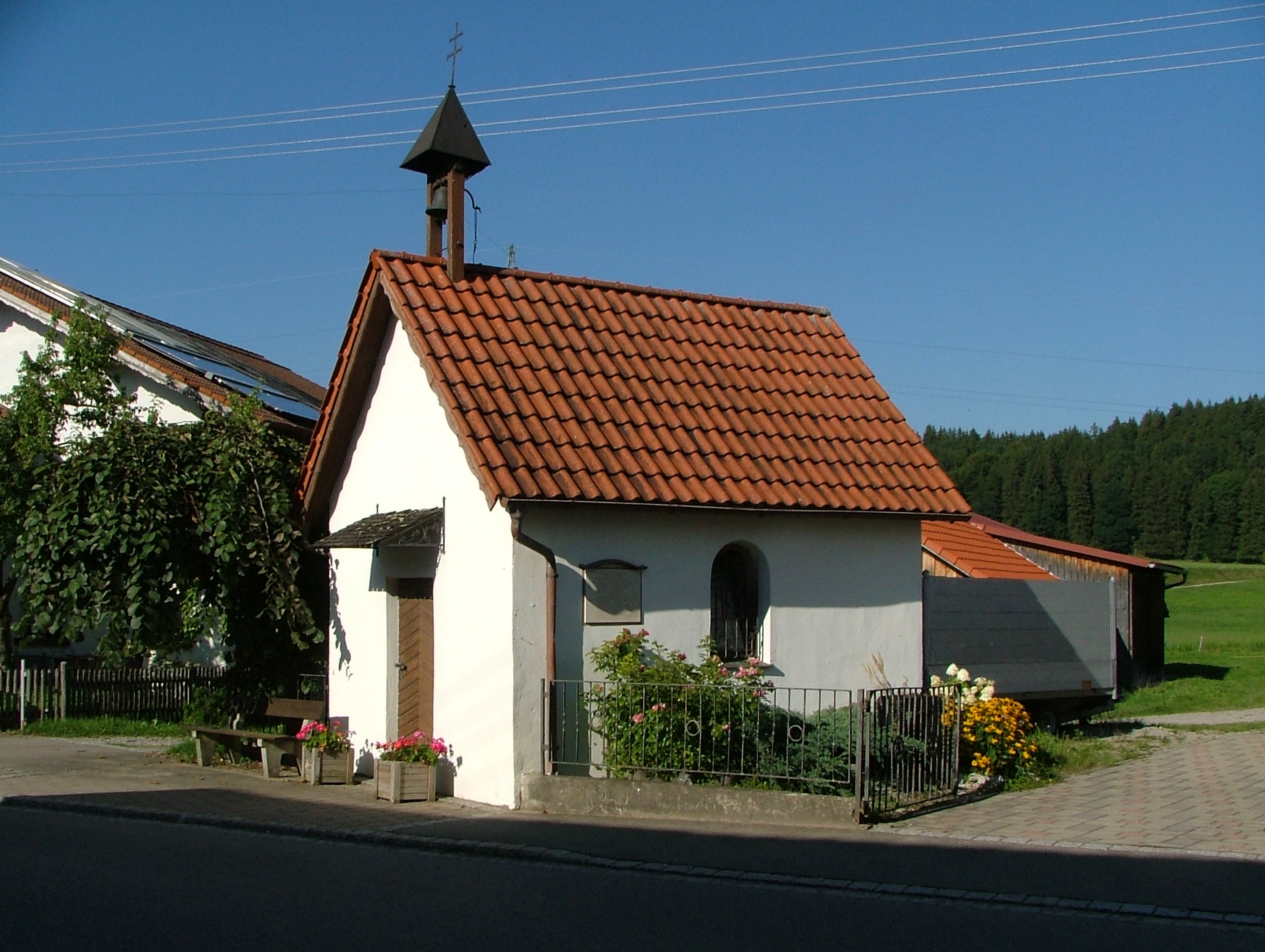
Kapelle in Wagsberg

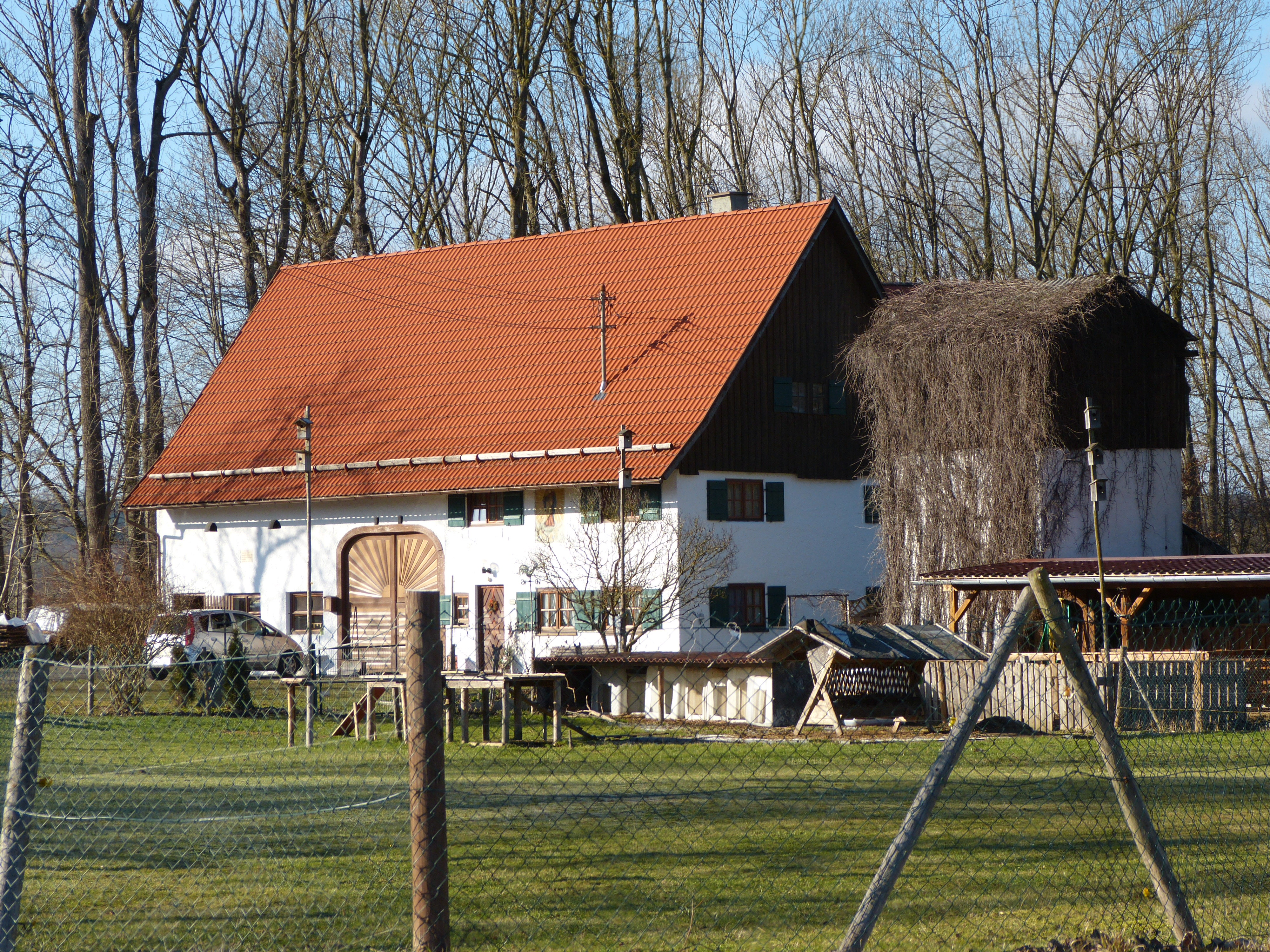
Bauernhaus

Wagsberg ist ein Gemeindeteil der Gemeinde Kronburg im Landkreis Unterallgäu in Bayern.

## Geografie
Das Dorf Wagsberg liegt etwas mehr als einen Kilometer südwestlich von Kronburg, auf einer Höhe von 625 m ü. NHN. Unmittelbar westlich von Wagsberg verläuft der Fluss Iller. Bei Wagsberg befindet sich ein Wasserkraftwerk. Die Iller fließt auf einer Höhe von 612 m vor bzw. 603 m nach dem Wasserkraftwerk.

## Geschichte
Wagsberg entstand durch eine Rodungssiedlung. Friedrich von Rothenstein verkaufte 1351 Wagsberg an das Kloster Rot. Im Jahre 1434 wurde „Hans Haymenhofen zu Hohentann“ als Eigentümer von Wagsberg genannt. Erbmarschall Alexander von Pappenheim trat 1491 als Herr von Wagsberg auf. Im Urbar von 1529 bzw. 1534 wurden in Wagsberg zwei Güter und vier Häuser genannt.

## Kultur und Sehenswürdigkeiten
In Wagsberg befindet sich eine aus dem 18. Jahrhundert stammende denkmalgeschützte Kapelle, siehe Kapelle Wagsberg. Unter Denkmalschutz steht ferner das Bauernhaus mit der Nummer 1, ein zweigeschossiger Mittertennenbau mit Satteldach, um 1795 aus Illerbeuren ausgesiedelt.